# Talisker Conservation Park
Talisker Conservation Park är en park i Australien. Den ligger i delstaten South Australia, omkring 87 kilometer sydväst om delstatshuvudstaden Adelaide.
Trakten är glest befolkad. Närmaste större samhälle är Delamere, nära Talisker Conservation Park. 
I omgivningarna runt Talisker Conservation Park växer i huvudsak städsegrön lövskog. Genomsnittlig årsnederbörd är 863 millimeter. Den regnigaste månaden är juni, med i genomsnitt 172 mm nederbörd, och den torraste är januari, med 24 mm nederbörd.